# Logopedija
Logopedija se bavi prevencijom, dijagnostikom i terapijom poremećaja govora, glasa, jezika, gutanja, slušanja, čitanja, pisanja i svih oblika komunikacije. Osim toga logopedi se bave primijenjenim i fundamentalnim istraživanjima u navedenim područjima.
Kao znanstvena disciplina logopedija pripada području društvenih znanosti, polju logopedija, s pripadajućim granama: komunikacijski i jezični poremećaji i specifične teškoće učenja, glasovno-govorni poremećaji, oštećenja sluha te poremećaji gutanja i hranjenja.
Logopedi rade u različitim sustavima: u sustavu zdravstvene zaštite (centrima za rehabilitaciju slušanja i govora, pedijatrijskim, otorinolaringološkim, neurološkim, psihijatrijskim, audiološkim i fonijatrijskim klinikama, ustanovama za mentalno zdravlje i savjetovalištima), u sustavu odgoja i obrazovanja (kao stručni suradnici u predškolskim ustanovama, osnovnim školama, centrima za odgoj i obrazovanje), u sustavu socijalne skrbi (dječjim domovima, gerijatrijskim ustanovama), posebnim ustanovama (centrima i ustanovama za rehabilitaciju), u znanstveno-istraživačkim institucijama (istraživačkim centrima, fakultetima), u nevladinim udrugama te u privatnoj praksi. 